# ポール・クルックス
ポール・クルックス（Paul Crooks、1960年 - ）は、イギリス出身のレーシングカー・エンジニア。

## キャリア
1977年から、ファーンボローの王立航空研究所RAE (Royal Aircraft Establishment)で航空エンジニアの見習いを始める。マーチのロビン・ハードも所属した著名な英国国立の航空研究所である。
パイストックのRAEの支局の英国立ガスタービン施設:NGTEで、ロールス・ロイスのジェットエンジンに超音速能力の付与をして、コンコルドに搭載した。
1982年、22歳でRAEに正式採用になり、5年間の勤務で(これは彼の受けた教育に対する会社への返済) 航空宇宙プロジェクトのディテールデザイナーとして働いた。ゴードン・コパックの甥のフランク・コパックとは学職を通して一緒だった。
1986年、トールマン (後のベネトン、ルノー)にディテールデザイナーとして就職し、1993年にチーフコンポジットデザインエンジニアに昇格するまでの6年間、ロリー・バーンの下で働いた。1990年末から一時的にバーンがベネトンを離れてレイナードのF1参戦プロジェクトに参加した際は、クルックスもベネトンを離れ行動を共にしている。
ベネトンは1985年シーズン終了後にトールマンを買収し、チームは1986シーズンからベネトン・フォーミュラと改名されているが、ここでは、"設計ファーム"の呼称として“トールマン・グループ・モータースポーツ”が使用されているものの、実態としてはロリー・バーンのデザイン事務所に所属した。
1988年末、フランスのリジェ創設者のギ・リジェは極度の不振に終わった同年のチームを再興すべく技術チームの一新を図り、最高の人材を求めた。ブラジル人エンジニアのリチャード・ディビラ、アメリカ人のケン・アンダーソン、CAD-CAMエースのアンディ・ウィラードに並んで、クルックスをコンポジットデザイン部門の責任者に選んだ。
1991年、コンポジット専門家のクルックスは、1992年シーズンに向けてリジェ・JS37を製造している。
1993年、クルックスはフランク・ダーニーの下でリジェのチーフデザイナーになったが、チーム代表のシリル・ド・ルーヴルの逮捕によりチームは急激な衰退に陥る。
同年、ニック・ワースからのシムテック・リサーチのチーフデザイナー就任要請を受け入れることにして、シムテックに加わり、有望なシムテックS941とS951の両方を設計したが、チームの資金不足とローランド・ラッツェンバーガーの死により、この車は真のメリットを発揮できなかった。チームは1995年半ばまで存続し、クルックスはダーニーからリジェに復帰要請という申し出を受け入れた。
1997年にトム・ウォーキンショーがリジェから撤退したことで、クルックスは再び移籍市場に出された。
イギリスのTWRに参加するのではなく、ジョーダンからのオファーを受け入れて、シルバーストンにある同チーム設計事務所の責任者になった。
クルックスは後にB・A・Rに移籍し、イタリアのミナルディに短期間所属した後、Acura ARX-01a、ARX-01b、ARX-02aを設計したワース・リサーチで働いている。

### クルックスの作品

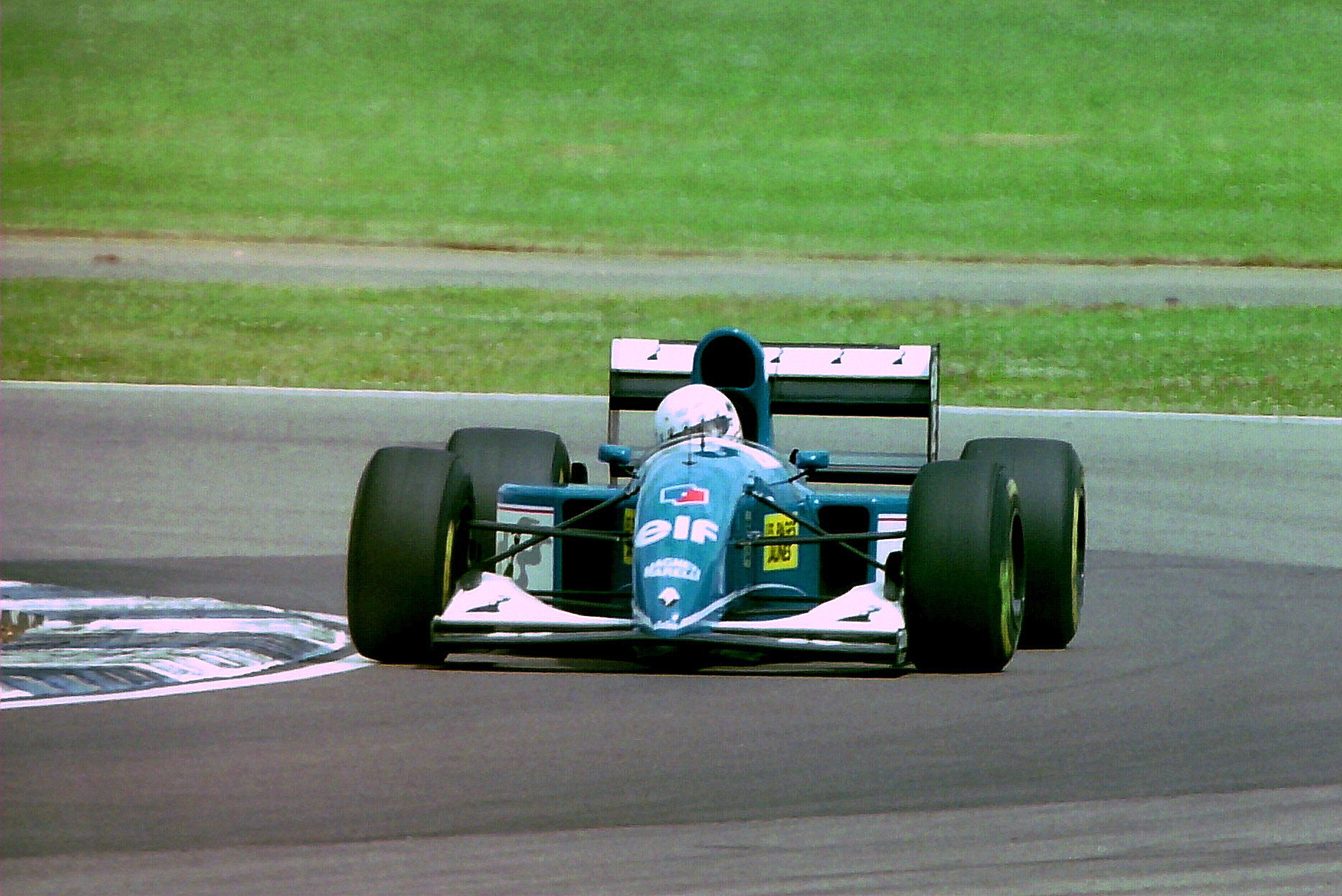
1993, Ligier JS39
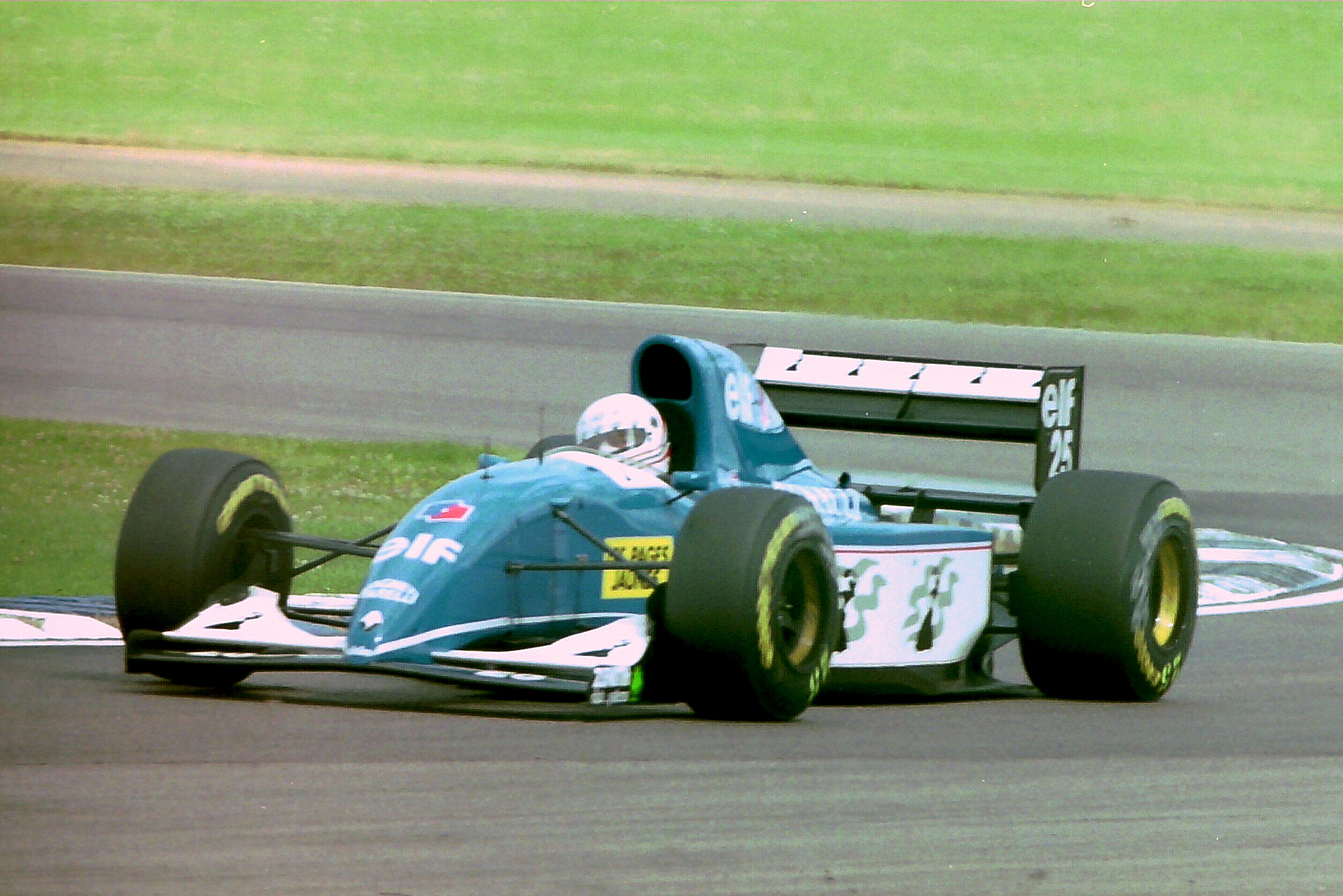
1993, Ligier JS39
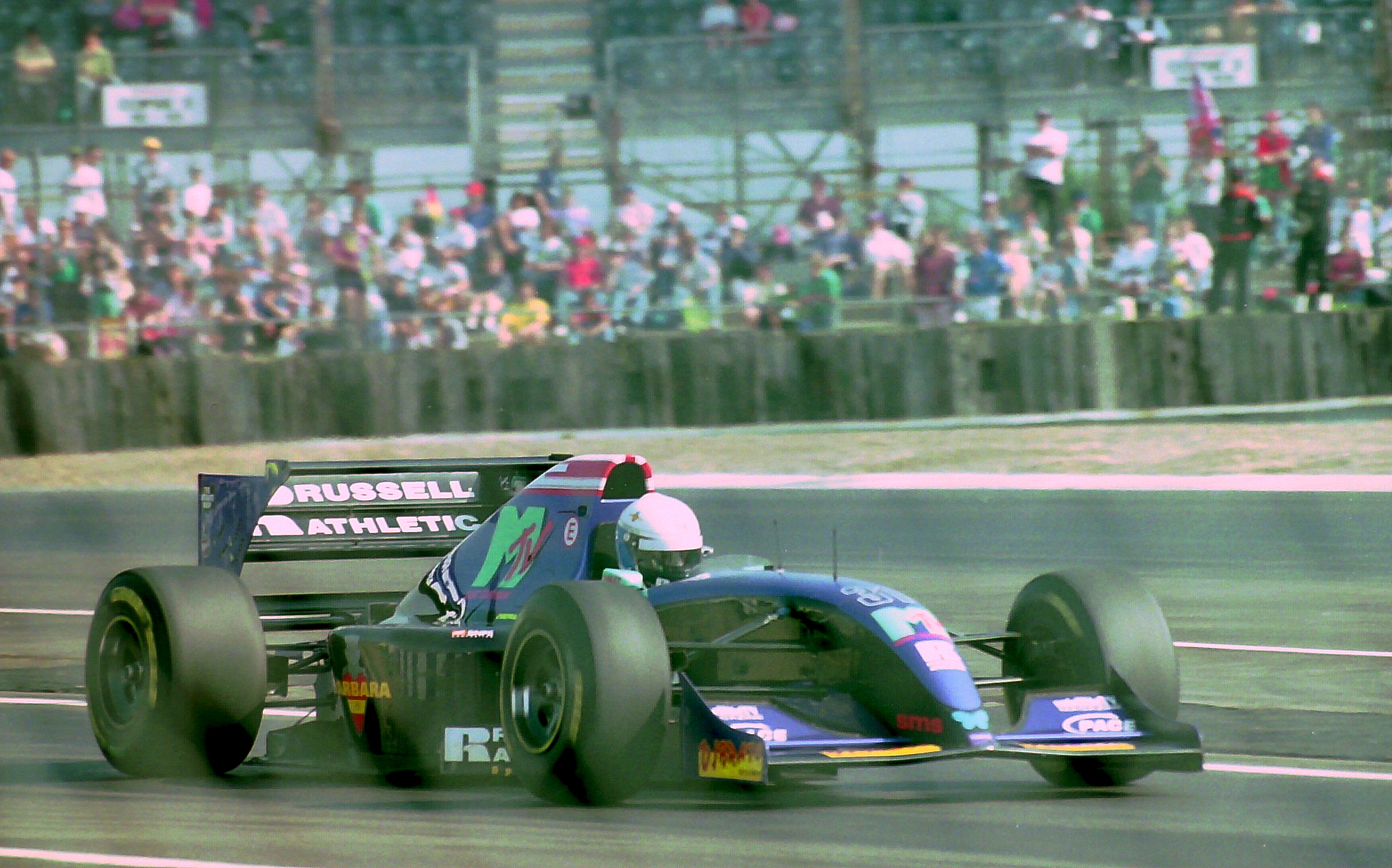
1994, Simtek S941
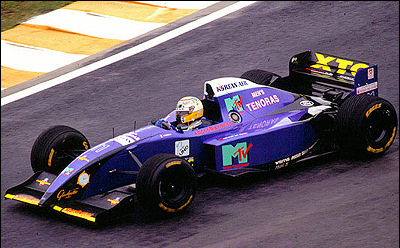
1995, Simtek S951
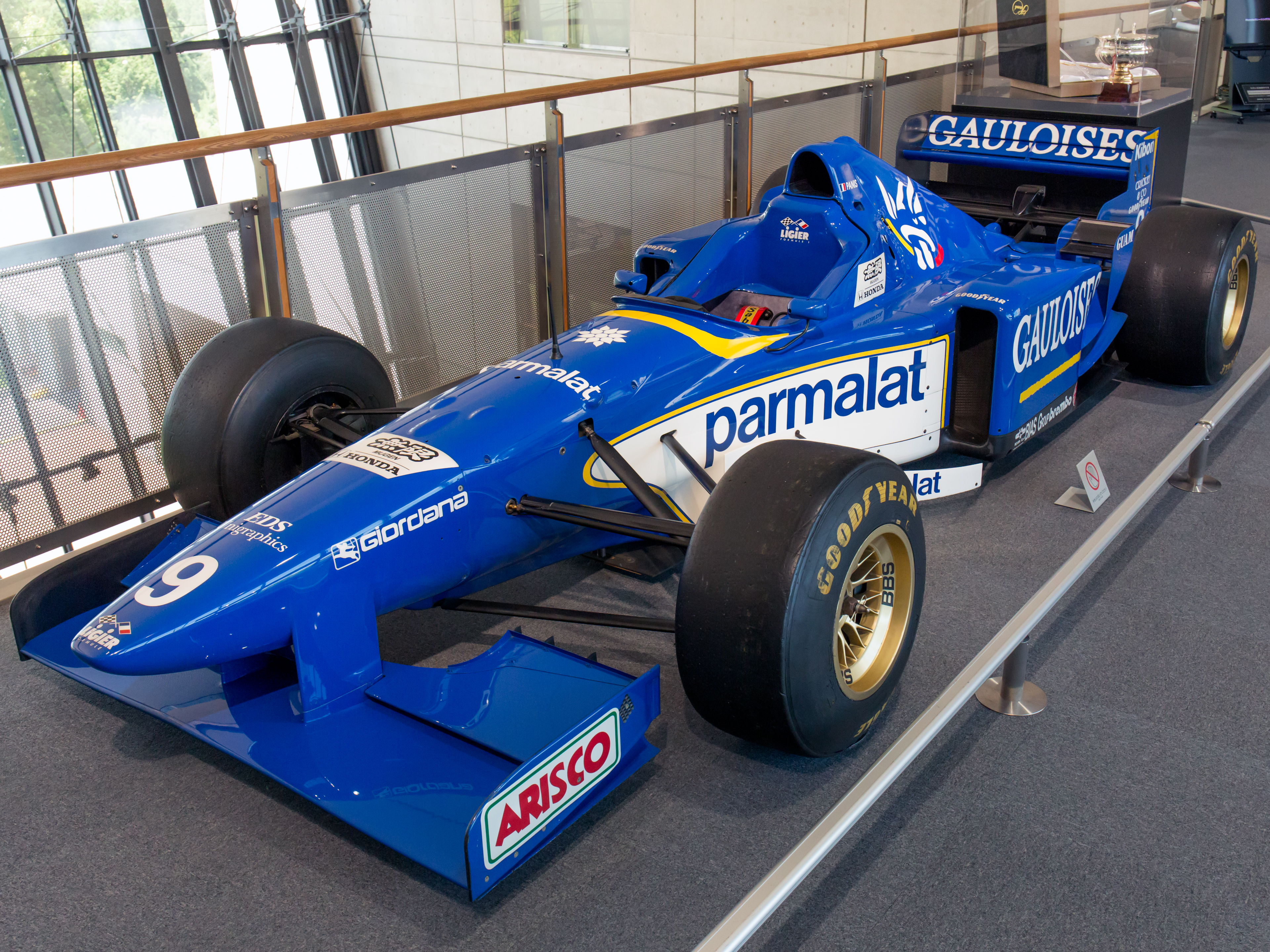
1996, Ligier JS43
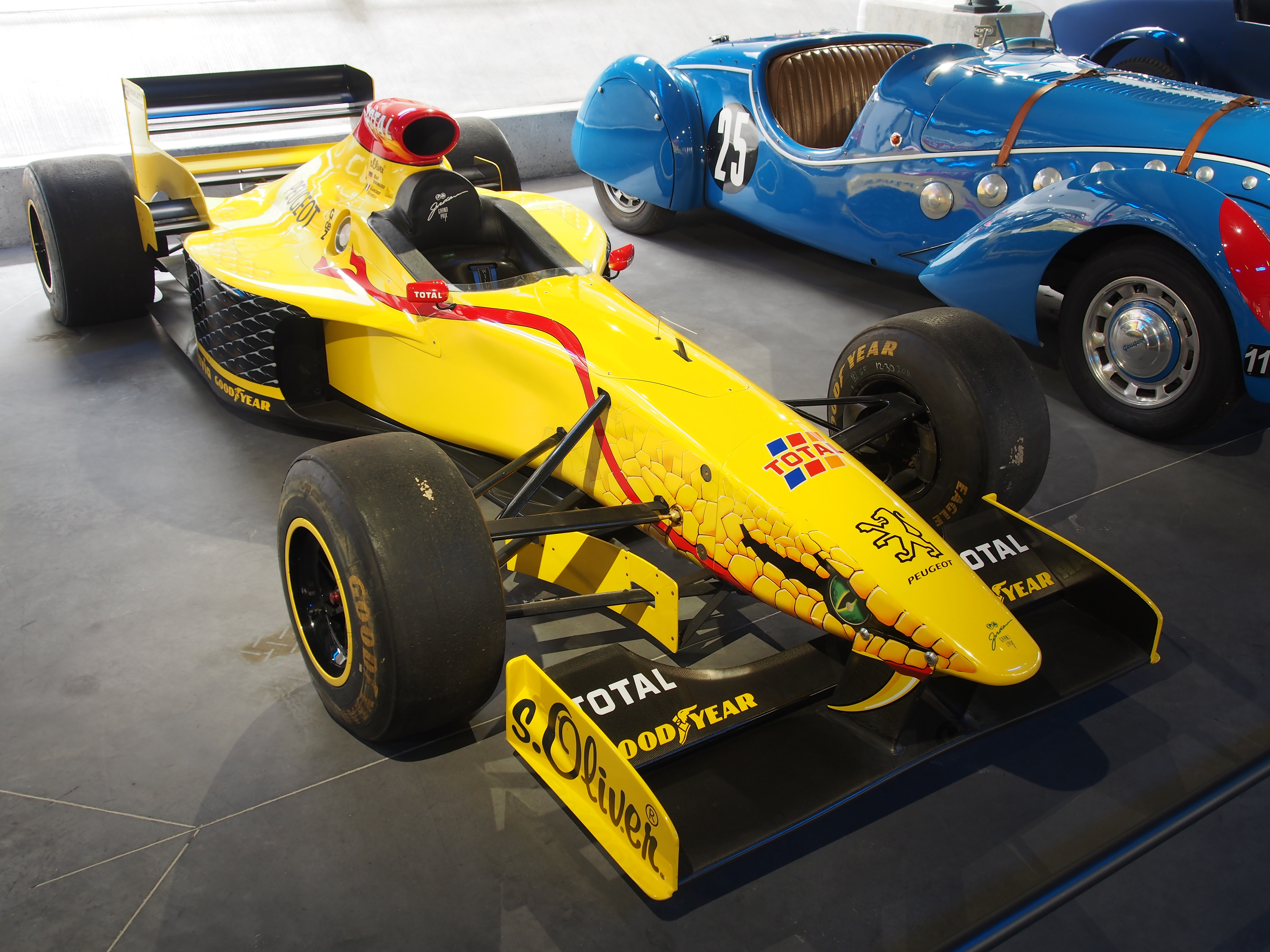
1997, Jordan 197
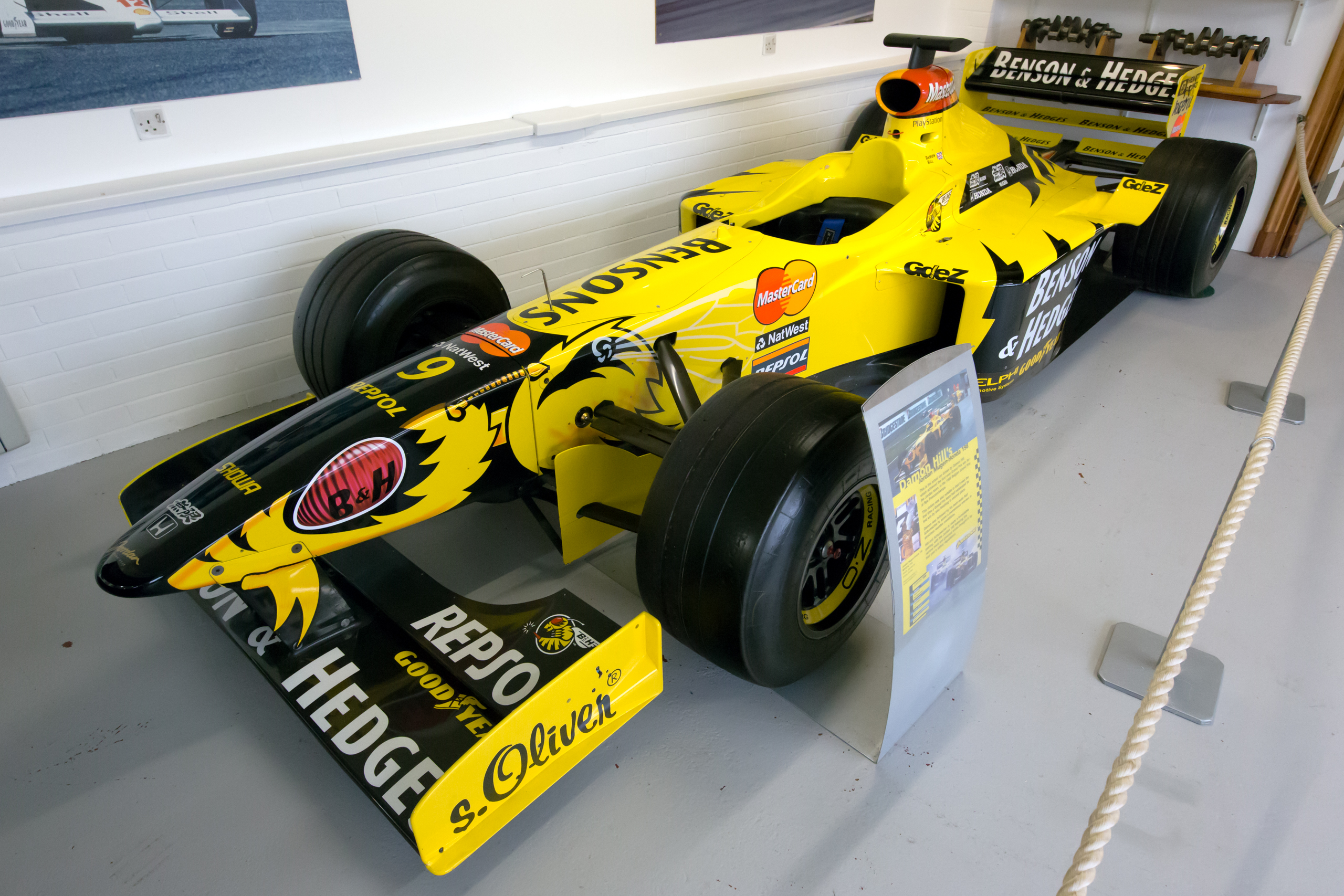
1998, Jordan 198

ロリー・バーンデザイン事務所の作品
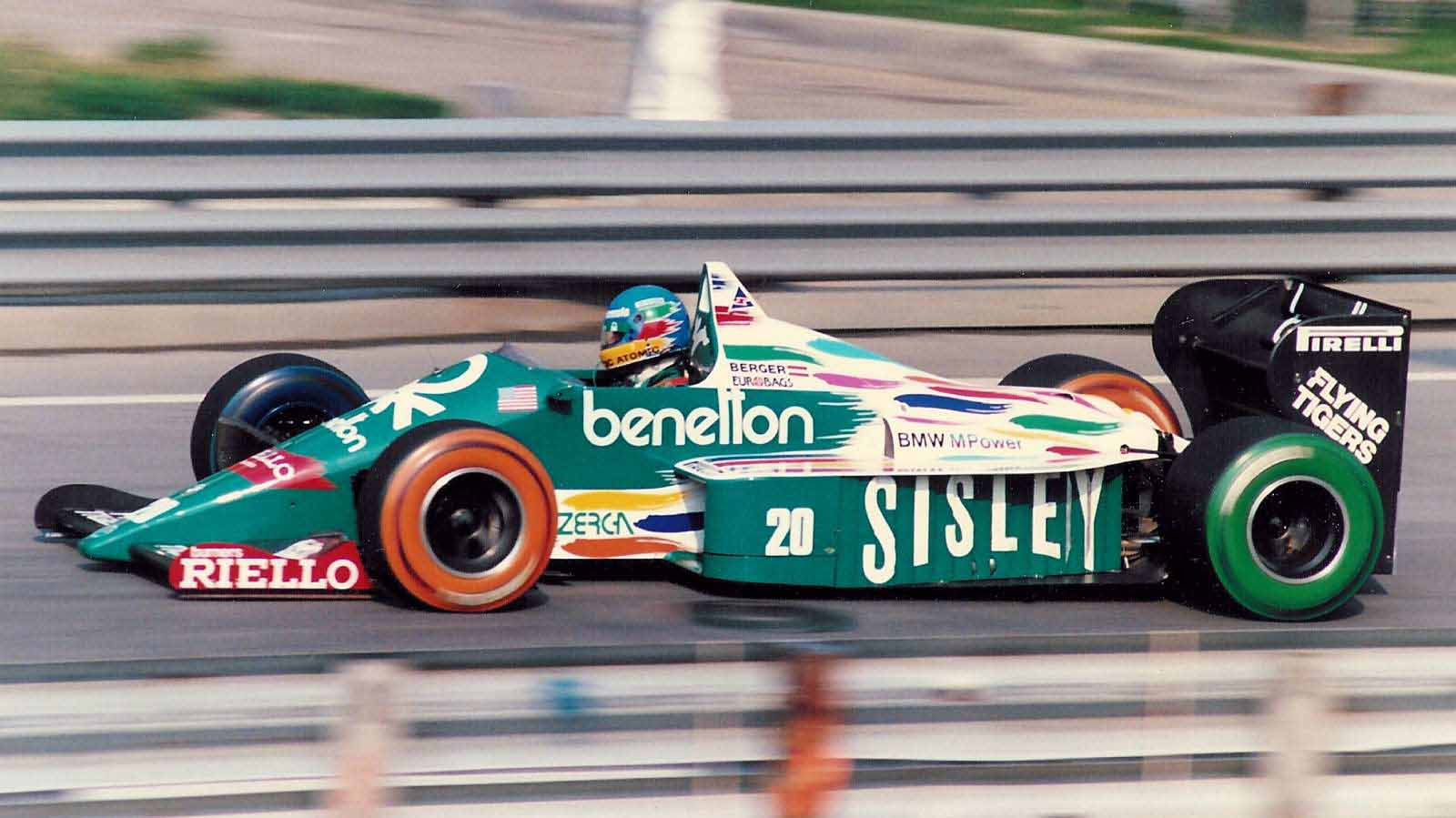
1986, Benetton B186
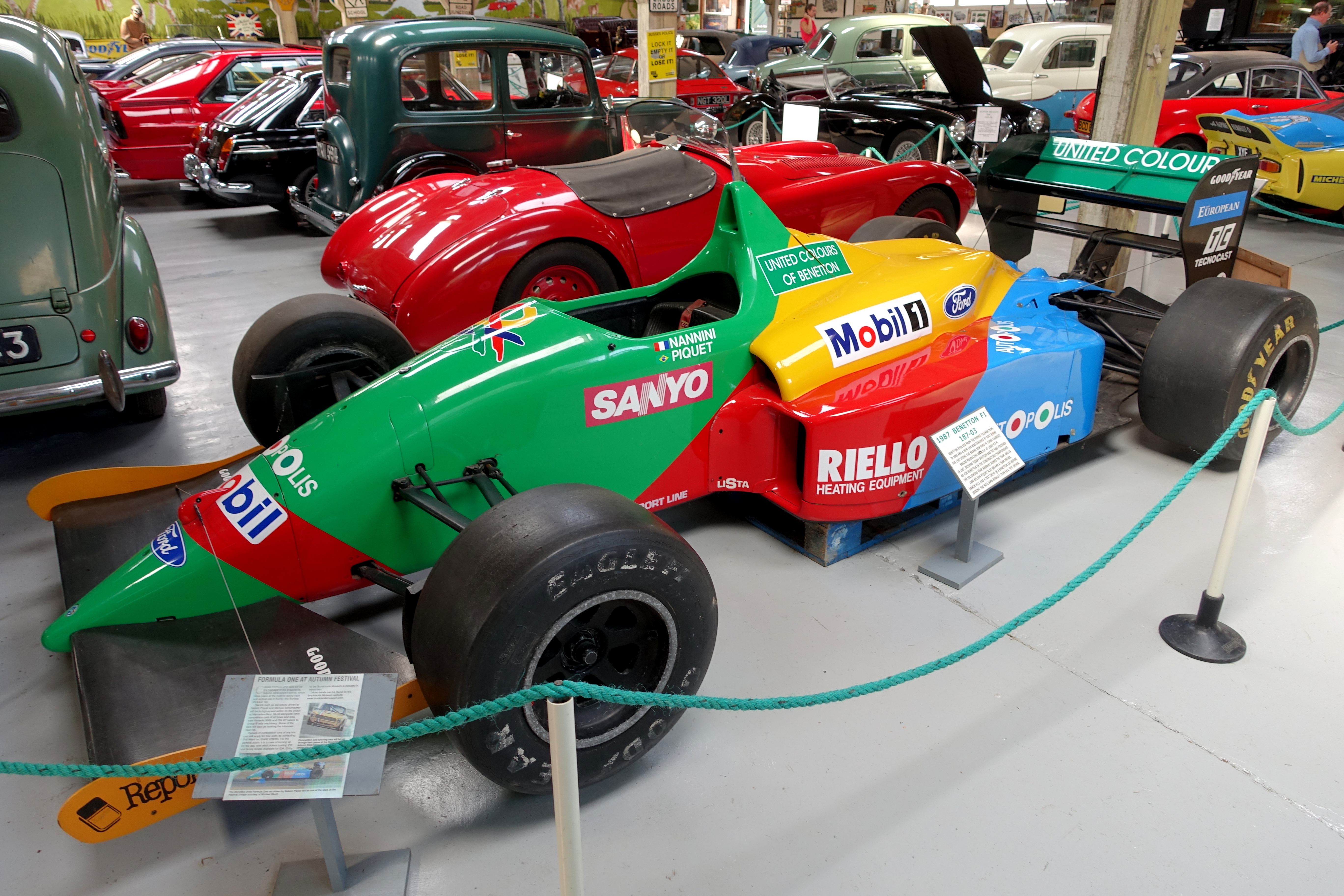
1987, Benetton B187
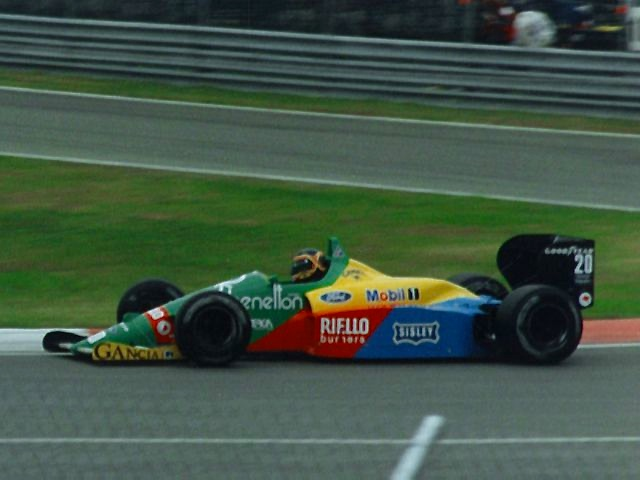
1988, Benetton B188
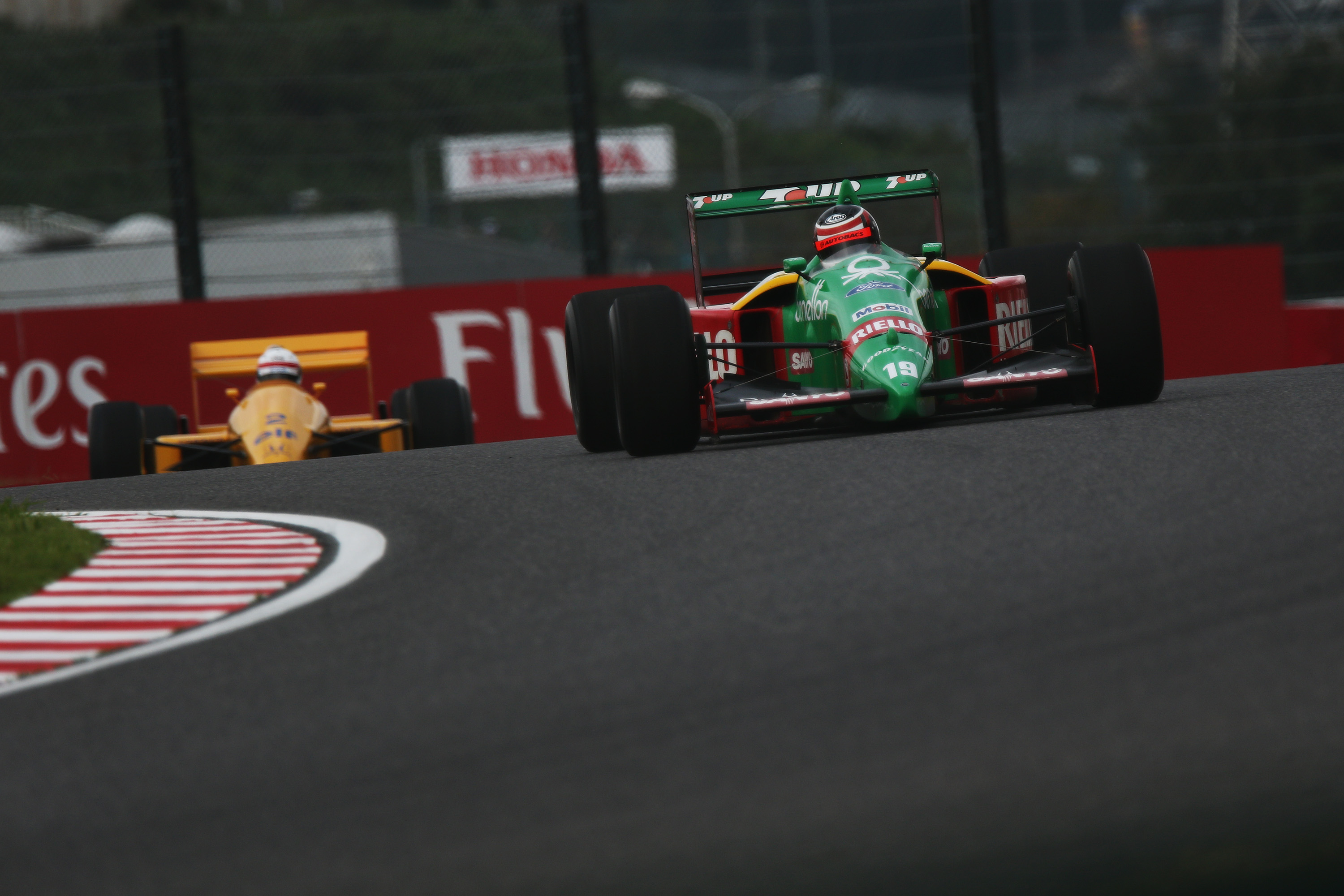
1989, Benetton B189
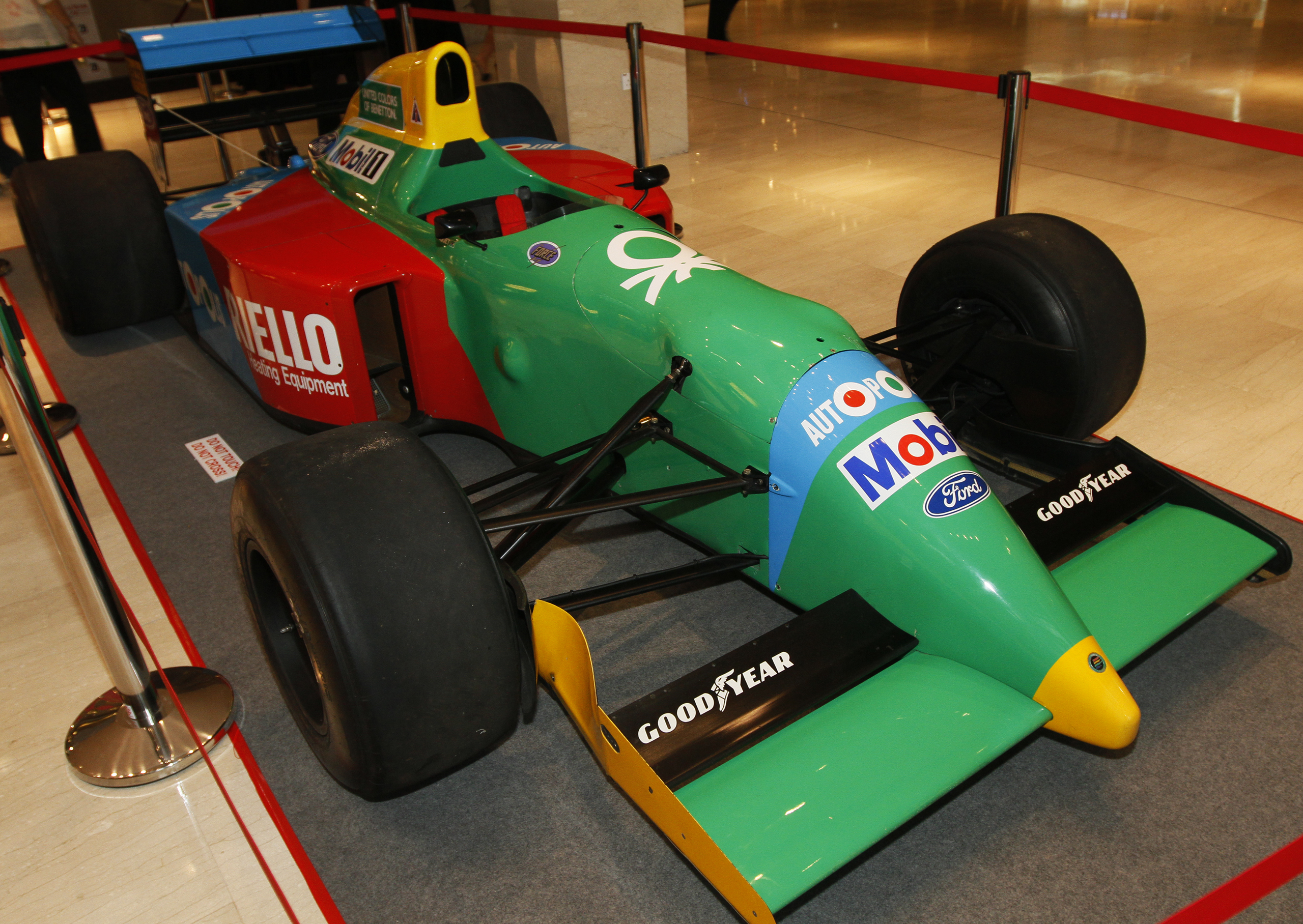
1990, Benetton B190
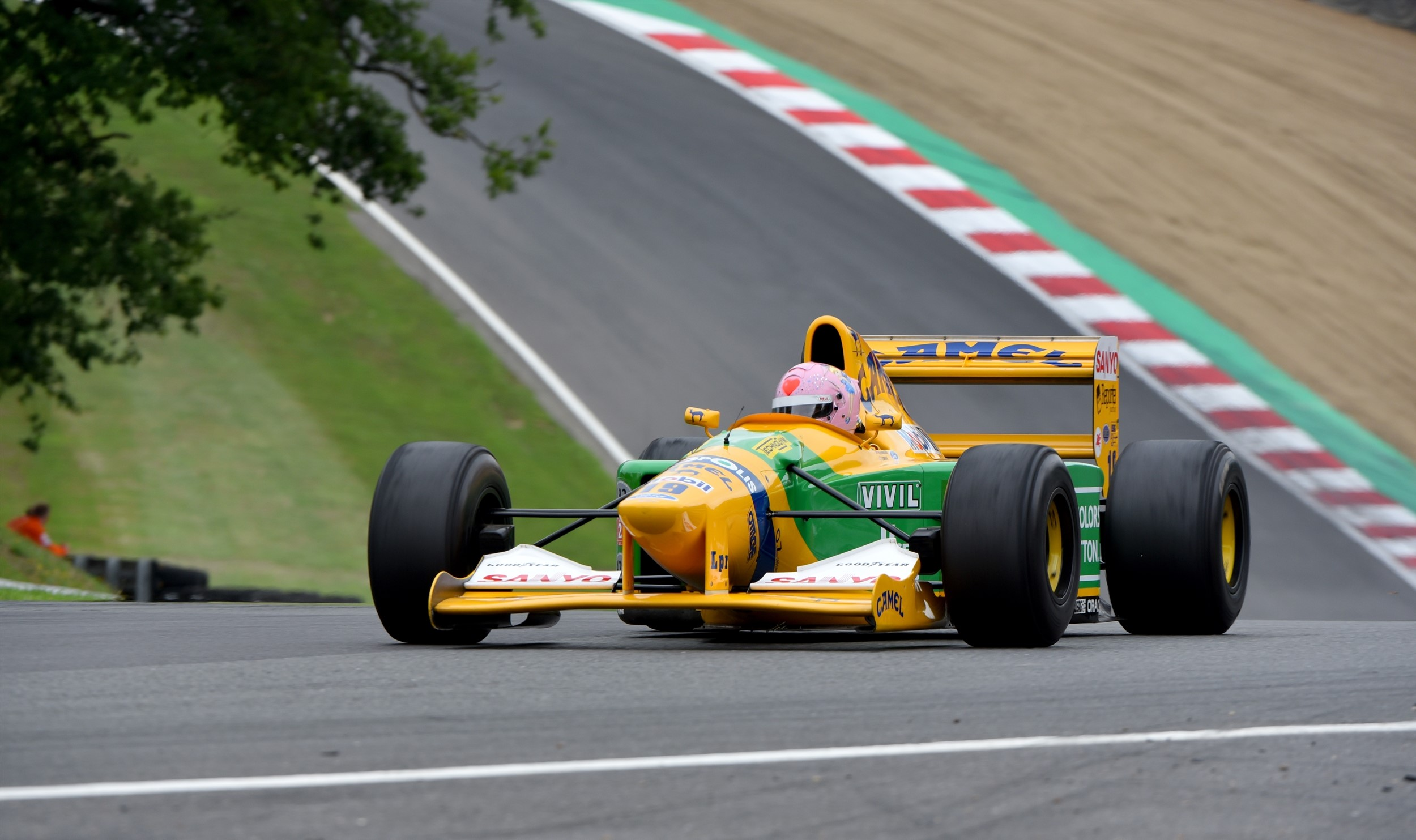
1992, Benetton B192
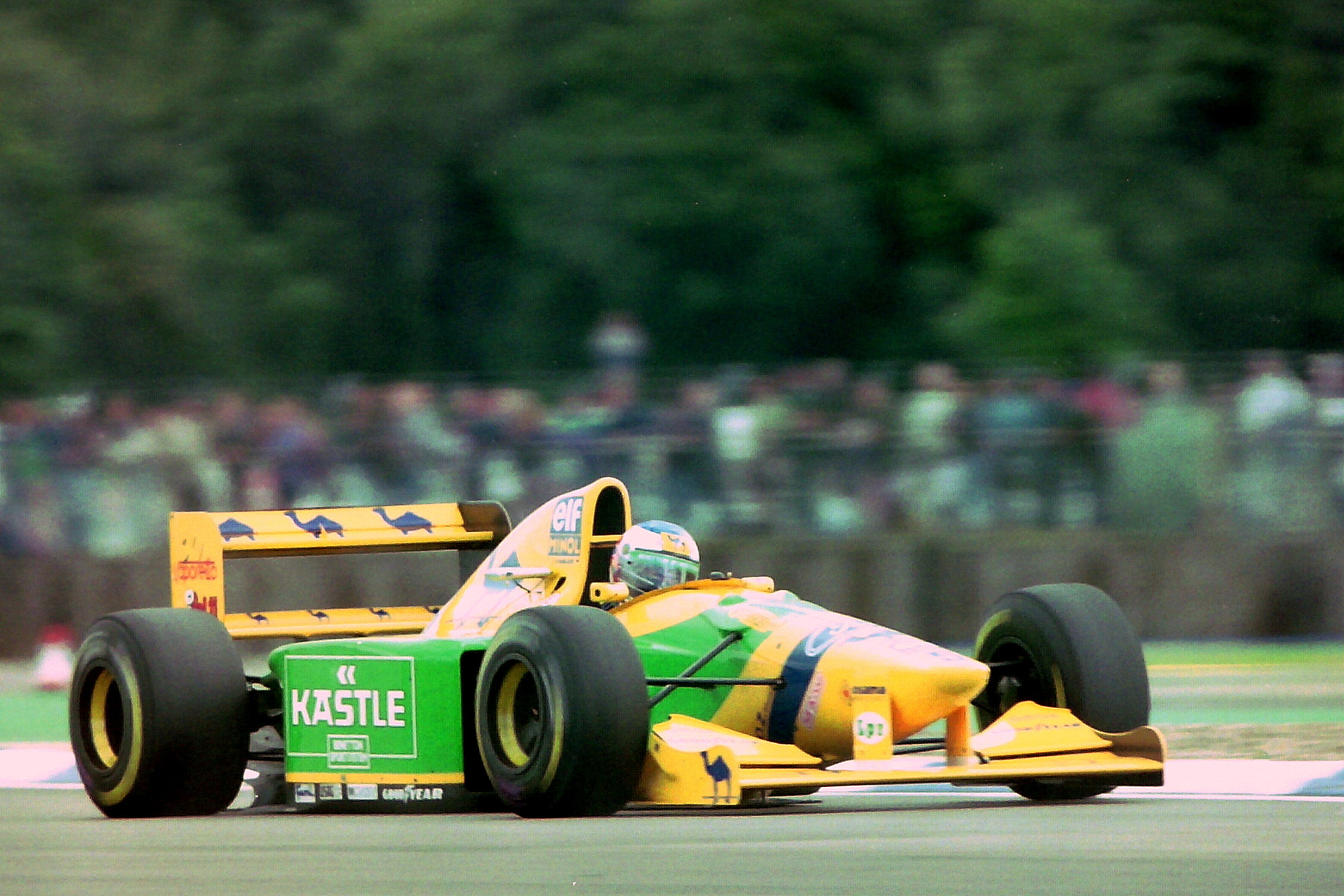
1993, Benetton B193
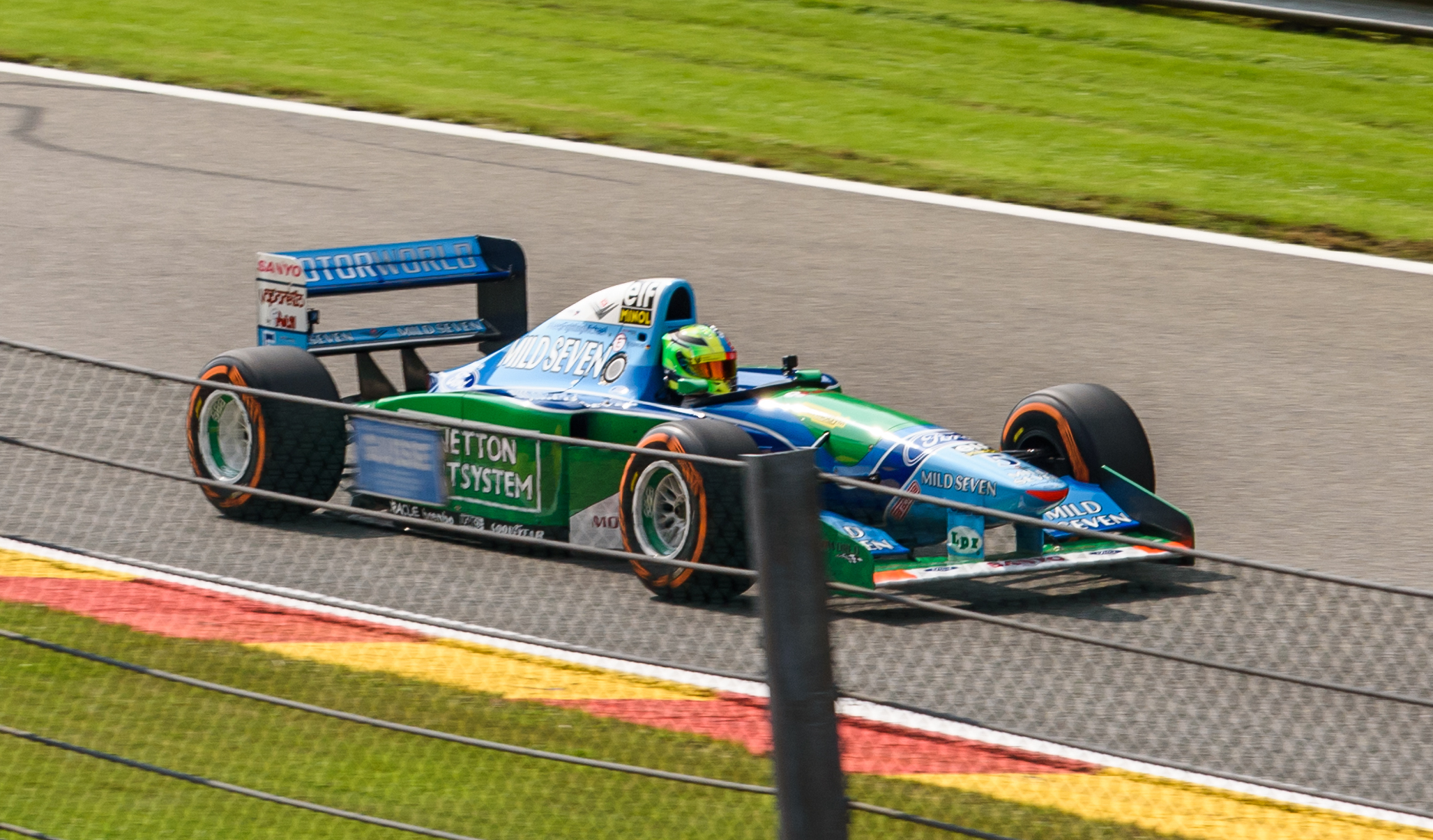
1994, Benetton B194